# Ambrogio Lo Giudice
Ambrogio Lo Giudice (Bologna, 16 aprile 1956) è un regista, sceneggiatore, fotografo e paroliere italiano specializzato in pubblicità e videoclip. Ha girato circa 140 videoclip e circa 120 spot.

## Biografia
Nel 1967 e 1968 ha fatto parte del Piccolo Coro dell'Antoniano.
Inizialmente fotografo di copertine di album, nel 1992 ha fondato la Filmaster Clip, società italiana per la produzione di videoclip, e nel 2000 My-Tv, la prima televisione via internet italiana. Ha lavorato con artisti italiani come Lorenzo "Jovanotti" Cherubini, Vasco Rossi, Lucio Dalla, Laura Pausini, Francesco Baccini e Luca Carboni.
È stato candidato due volte agli MTV Awards nella categoria "miglior video dell'anno" con "Penso Positivo" nel 1995 e "L'ombelico del mondo" nel 1997, tutti e due di Jovanotti, e ha vinto una Grolla d'Oro nel 1989 con "Vita" di Lucio Dalla-Gianni Morandi per il miglior videoclip dell'anno. Tra i premi ricevuti, quello di RiminiCinema per il video di "Qua Qua Quando" di Francesco Baccini.
Nel 2003 è uscito il suo primo film in pellicola, Prima dammi un bacio, da lui scritto e diretto. Nel 2008 ha diretto la miniserie televisiva per la Rai Artemisia Sanchez.
Nel 2008 ha diretto il film tv Ovunque tu sia, trasmesso da Raiuno.
Nel 2009 ha diretto David Copperfield, con Giorgio Pasotti, Maya Sansa e Gianmarco Tognazzi, trasmesso su Raiuno il 26 e il 27 aprile, suscitando un grandissimo successo. La prima puntata viene vista da 6.164.000 di telespettatori, con il 24,68% di share, e la seconda puntata è stata vista da 6.855.000, con il 25,12% di share.
Nel 2010 ha diretto la fiction di sei puntate Una musica silenziosa, in Monopoli (BA), che sarà trasmessa da Raiuno e prodotta dalla Casanova Multimedia di Luca Barbareschi.
Nel 2012 è il regista della seconda stagione della fiction di successo Terra ribelle.

## Filmografia

### Regista (Cinema & TV)
- Prima dammi un bacio (2003)
- Ovunque tu sia (2008)
- Artemisia Sanchez (2008)
- David Copperfield (2009)
- Terra ribelle (2012)
- Tutta la musica del cuore (2013)
- I ragazzi dello Zecchino d'Oro (2019)

### Regista (Videoclip, parziale)
- Artisti Uniti per l'Abruzzo - Domani (2009)
- Biagio Antonacci - Che fretta c'è (1989)
- Ciao Fellini - Rita (1984)
- Fabio Concato - 051/222525 (Telefono Azzurro) (1988)
- Francesco Baccini - Qua qua quando (1991)
- Gianluca Grignani - Il giorno perfetto (1999)
- Jovanotti - Ragazzo fortunato (1992), Penso positivo (1994), Serenata rap (1994), L'ombelico del mondo (1995), Bella (1997), Questa è la mia casa (1997), Un raggio di sole (1999), Stella cometa (1999) [prima versione], (Tanto)³ (2005), Mi fido di te (2005), Falla girare (2006), Fango (2008), Safari (feat. Giuliano Sangiorgi) (2008)
- Laura Pausini - La solitudine / La soledad (1993), Non c'è (1993) [versione italiana], Perché non torna più (1993)
- Litfiba - Spirito (1994)
- Luca Carboni - Ci stiamo sbagliando (1984), Fragole buone buone (1985), Sarà un uomo (1985), Silvia lo sai (1987), Vieni a vivere con me (1987), Lungomare (1988), Primavera (1989), Persone silenziose (1990), Ci vuole un fisico bestiale (1992), Le storie d'amore (1992), Faccio i conti con te (1993), Il mio cuore fa ciock (1993), Le ragazze (1998)
- Lucio Dalla - Viaggi organizzati (1985), Vita (feat. Gianni Morandi) (1988), Attenti al lupo (1990), Liberi (1993), Canzone (1996), Starter (2018)
- Paola Turci - Ringrazio Dio (1990)
- Paolo Conte - Happy Feet (1990)
- Pooh - Maria marea (1993)
- Premiata Forneria Marconi - Maestro della voce (1998)
- Samuele Bersani - Chicco e Spillo (1992), Cado giù (1996), Coccodrilli (1997), Giudizi universali (1997)
- Spagna - Easy Lady (1987)
- Ugo Rapezzi - È tequila (1994)
- Vasco Rossi - Gabri (1993), Senza parole (1994), Io no (1998)
- Zucchero Fornaciari - Un kilo (2007)

### Regista (Concerti)
- Concerto di Lucio Dalla tenuto al Village Gate di New York il 23 marzo 1986, incluso nel film documentario Dallamericaruso - Il concerto perduto, regia di Walter Veltroni (2023)